# Lubuk Kemiling
Lubuk Kemiling is een bestuurslaag in het regentschap Ogan Komering Ulu van de provincie Zuid-Sumatra, Indonesië. Lubuk Kemiling telt 619 inwoners (volkstelling 2010).